# Dendrobium puniceum
Dendrobium puniceum är en orkidéart som beskrevs av Henry Nicholas Ridley. Dendrobium puniceum ingår i släktet Dendrobium, och familjen orkidéer. Inga underarter finns listade i Catalogue of Life.